# Paradexiospira violaceus
Paradexiospira violaceus är en ringmaskart som först beskrevs av Levinsen 1883.  Paradexiospira violaceus ingår i släktet Paradexiospira och familjen Serpulidae. Inga underarter finns listade i Catalogue of Life.